# Рудаков, Аркадий Владимирович
Арка́дий Влади́мирович Рудако́в (19 декабря 1946, Серов — 20 мая 1995, Москва) — советский хоккеист, тренер. Чемпион СССР (1976). Мастер спорта.

## Спортивная биография
Воспитанник серовского «Металлурга», тренер — Лев Моисеев. С 1964 года по 1967 год выступал за родной «Металлург». В 1967 году Аркадий Рудаков был приглашен в «Автомобилист», где вскоре стал одним из лучших нападающих. В 1975 году принял приглашение старшего тренера московского «Спартака» Николая Карпова. В состав «красно-белых» Аркадий приглашался на роль центрального форварда третьего звена, но его игра превзошла все ожидания. Он не затерялся в компании одноклубников Якушева, Шадрина, Шалимова. В сезоне 1977/78 года выступал в составе «Автомобилиста». Затем он вновь вернулся в Москву, и уже насовсем. В сезоне 1979/80 года звено в котором выступал Рудаков, стало обладателем приза «Три бомбардира». В 1981 году по контракту Спорткомитета играл в Австрии. Вернувшись на родину, на протяжении двух сезонов выступал за ярославское «Торпедо». Всего за карьеру, играя в командах мастеров разных уровней Рудаков забросил 426 шайб. Первый, ещё задолго до Игоря Ларионова получил прозвище «Профессор»
После завершения игровой карьеры Рудаков принял предложение стать помощником Владимира Игошина, назначенного старшим тренером воронежского «Бурана». После этого вернулся в Москву, стал детским тренером СДЮШОР «Спартак», где и трудился до своей смерти.
Умер в 1995 году. Похоронен на Котляковском кладбище.

## Достижения
- Чемпион СССР: 1976.
- Серебряный призёр чемпионата СССР: 1981.
- Бронзовый призёр чемпионата СССР: 1979, 1980.
- Обладатель приза «Три бомбардира» 1980 года.
- Финалист Кубка европейских чемпионов 1977 года.
- Чемпион РСФСР: 1966.